# Каневская (станция)
Каневская — железнодорожная станция в одноимённом населенном пункте Каневского района Краснодарского края; код станции — 516003.
Относится к отделению Северо-Кавказской железной дороги. Неподалеку протекает река Челбас. Здания железнодорожного вокзала одноэтажное, покрашено в светло-розовый цвет, состоит из трех частей: центральный вход и два крыла. Внутри находится зал ожидания для пассажиров, столовая и ж/д кассы. Ежедневно производят остановку для посадки и высадки пассажиров поезда дальнего следования, грузовые для выгрузки и загрузки товара, но только на специально отведенных путях и подъездах. Также мимо проезжают служебные составы местного и хозяйственного назначения, ремонтные локомотивы. У станции есть две пассажирские платформы и столько же железнодорожных путей. Ближайшие транспортные узлы: Автовокзал — Каневская и остановочные пункты: Деревянковка, Придорожная и Чепигинский.
Список производимых станцией операций:
- приём и выдача повагонных отправок грузов, допускаемых к хранению на открытых площадках станций;
- приём и выдача грузов повагонными и мелкими отправками, загружаемых целыми вагонами, только на подъездных путях и местах необщего пользования;
- приём и выдача мелких отправок грузов, допускаемых к хранению на открытых площадках станций.